# Paris–Clermont-Ferrand
Paris–Clermont-Ferrand war ein französischer Straßenradsportwettbewerb für Berufsfahrer, der als Eintagesrennen veranstaltet wurde.

## Geschichte
1892 wurde das Rennen begründet. Nach 1893 gab es eine lange Pause, bis 1947 die nächste Auflage stattfand. Diese wurde vom Verein l’Amicale Cycliste Clermontoise initiiert. Paris–Clermont-Ferrand hatte 8 Ausgaben. Der Kurs führte von der französischen Hauptstadt Paris ins Zentralmassiv nach Clermont-Ferrand.

## Sieger
- 1892  Henri Farman
- 1893  Jean-Auguste Etienne
- 1894–1946 nicht ausgetragen
- 1947  Pierre Brambilla
- 1948  Ange Le Strat
- 1949  Maurice Quentin
- 1950  Raoul Rémy
- 1951  Édouard Muller
- 1952  Jean Guéguen
- 1953  Eugène Telotte